# 1501

## Събития
- Исмаил I става шах на Иран, поставяйки началото на управлението на Сефевидите
- 4 октомври – Открита е река Сао Франсиско от италианския мореплавател Америго Веспучи, който я кръщава на Франциск от Асизи.

## Родени
- 6 май – Марцел II, римски папа
- 18 юли – Изабела Хабсбург, австрийска ерцхерцогиня и кралица на Дания, Норвегия и Швеция, съпруга на крал Кристиан II.
- 24 септември – Джироламо Кардано, италиански ренесансов математик, лекар, философ и астролог.

## Починали
- 3 януари – Алишер Навои, тюркски поет
- 1 февруари – Зигмунд, херцог на Бавария-Мюнхен (* 1439 г.)
- 17 юни – Ян I Олбрахт, крал на Полша (р. 1459 г.)